# Minero Siderúrgica de Ponferrada
Minero Siderúrgica de Ponferrada (MSP) fue la mayor compañía carbonera privada de España, hoy integrada en Coto Minero Cantábrico con sede en Villablino (comarca de Laciana) y grupos de explotación de minería de interior, minas de montaña en Asturias, Palencia y León. En noviembre de 2008 se fusionaron, bajo el nombre de Coto Minero Cantábrico, la Minero Siderúrgica de Ponferrada (MSP) con la empresa asturiana, con sede en el municipio de Cerredo, Hullas del Coto Cortés. La Minero Siderúrgica de Ponferrada acabó perteneciendo al grupo Victorino Alonso, al igual que Hullas del Coto Cortés, Uminsa, Virgilio Riesco, Campomanes Hermanos, Ferpi, Norfesa, Peninsular de Contratas, Herramientas del Bierzo, etc.

## Ferrocarril
Contaba con un ferrocarril propio, el Ferrocarril Ponferrada - Villablino, inaugurado en 1919 y que fue la última línea férrea en Europa en eliminar las máquinas de vapor alimentadas con carbón propio.
Hasta 1980 tenía servicio de correos y viajeros.

## Tamaño
En 2003 producía un 32% del carbón español, dando empleo a un 9% del sector minero, 3,5% si se incluye el lignito.
Produce el 4,5% del VAB industrial leonés.
En otras épocas llegó a tener una nómina de casi 6.000 trabajadores.
Cuenta con abundantes reservas de carbón.

## Historia
En 1906 el ingeniero de minas José Revilla Haya anticipó la idea de la creación de una gran empresa que aglutinase las concesiones dispersas de la zona y tuviese la capacidad de inversión suficiente para llevar a cabo la construcción de un ferrocarril entre Ponferrada y Villablino. A pesar de que afirmaba la rentabilidad del proyecto, la idea no se materializaría hasta la Primera Guerra Mundial con Revilla Haya como Ingeniero Jefe del Distrito Minero de León.
Una vez construido el enlace ferroviario entre las minas de Laciana y la Estación del Norte de Ponferrada, la MSP fue fundada el día 31 de octubre de 1918 con un capital inicial de 30 millones de pesetas por siete grandes empresarios de la época:
- José Luis de Ussía y Cubas (Conde de los Gaitanes)
- José Luis de Villabaso y Gorrita
- Francisco de Ussía y Cubas (II Marqués de Aldama)
- Francisco Arana Lupardo
- Juan Manuel Landaluce
- José Ortiz y Muriel
- Pedro Ortiz y Muriel

El proyecto de los fundadores de la empresa iba más allá de aprovechar la coyuntura favorable del sector carbonero debido a la Gran Guerra. El plan recogido en los primeros Estatutos de la compañía era el de explotar las minas de carbón de Villablino y también las de hierro en las proximidades de Ponferrada (Coto Wagner), para con el combustible y el mineral extraído alimentar una factoría siderúrgica en Ponferrada y hacer realidad la famosa idea de Julio Lazúrtegui de convertir a El Bierzo en "una nueva Vizcaya". Debido a la lejanía al litoral, el negocio siderúrgico nunca prosperó.
En 1919 se construyó en Ponferrada la central térmica de la MSP, en principio destinada al consumo interno de la empresa. En 1930 la central fue ampliada para ser, además, suministradora. Esta central, nuevamente ampliada en 1945, estuvo en funcionamiento hasta 1971. Actualmente el edificio forma parte de las instalaciones del Museo Nacional de la Energía de la Fundación CIUDEN.
Hacia los años '50 disponía de un ferrocarril, dos fábricas de aglomerados y dos centrales térmicas (en Villablino y en Ponferrada), las minas de hierro Wagner y una filial de distribución en el mercado madrileño (Distribuidora de Carbones S.A.).
Además de ser accionista de control de Saltos del Sil con un 40 % sumado al 20 % que poseía Eléctricas Leonesas.
El objetivo era la integración vertical hacia atrás en la producción, como modo de ahorrar costes, y hacia adelante en la distribución, con el objetivo de asegurarse el mercado.
En 1960 su producción superaba el millón de toneladas de carbón y aproximadamente 600.000 de hierro, y su plantilla rondaba los 4.000 trabajadores, frente a los aproximadamente 1300 que tenía al concluir la Guerra Civil.
La instalación de la central térmica de Endesa en las cercanías de Ponferrada supuso el auge de la compañía, pero obligó a cerrar la central térmica propia en 1971.
En 1967 absorbió a la compañía minera asturiana Felgueroso S.A., propietaria de la mina La Camocha, con intención de entrar en el mercado siderúrgico asturiano. En ese momento la minería asturiana se estaba nacionalizando, debido a los mayores costes de producción.

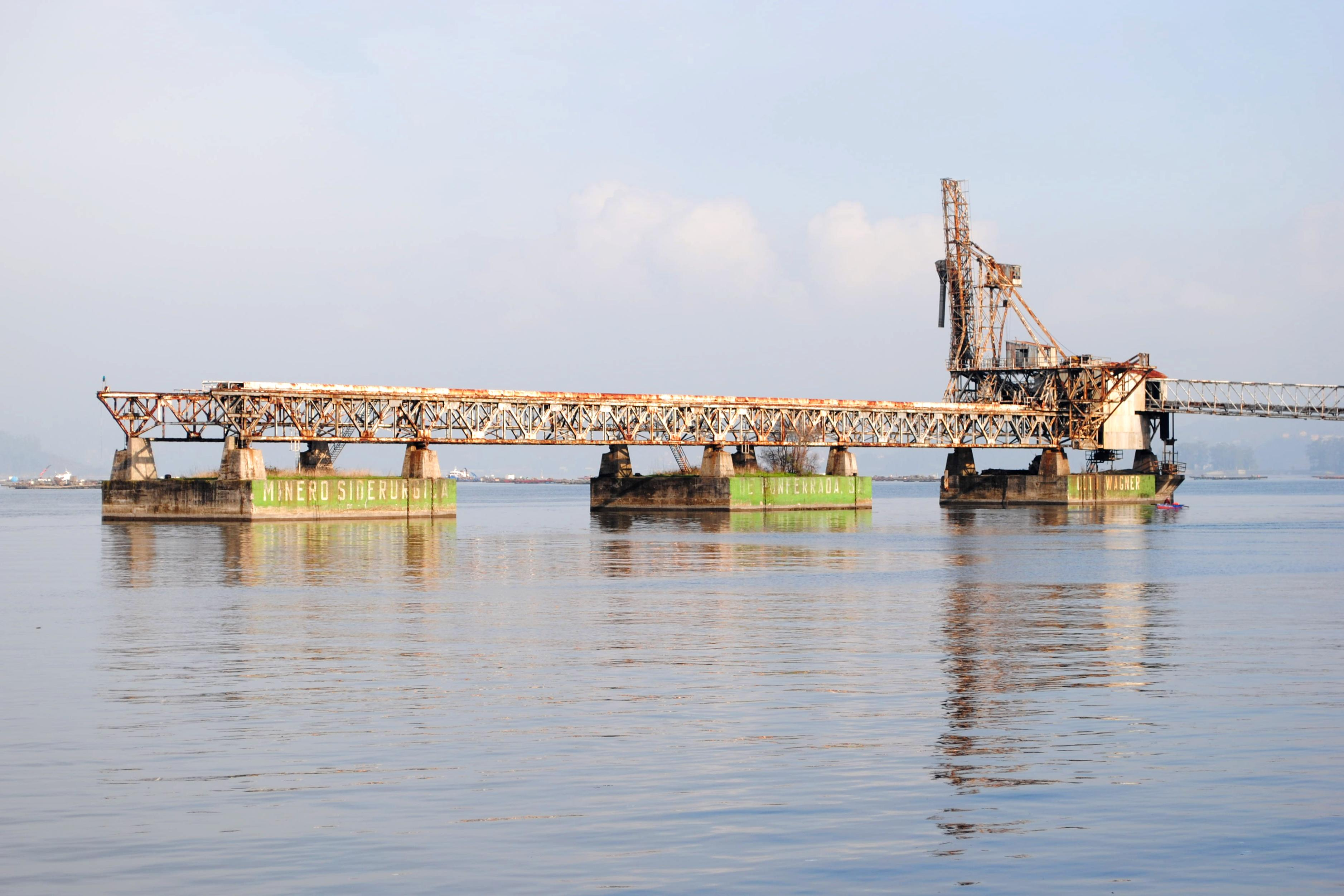
Cargadero de la Minero Siderúrgica de Ponferrada en la Ría de Vigo.

A mediados de los '70 la empresa comenzó a declinar y ni siquiera la escisión jurídica de La Camocha (1991), ni los planes de reestructuración y saneamiento de la empresa (con apoyo público) pudieron evitar que en 1993 la MSP fuera declarada en quiebra. 
Debido al enorme coste social y económico que la liquidación de la empresa hubiera tenido para la zona, se negoció un plan de viabilidad y un convenio de acreedores que hicieran posible la salida de esta situación, a la vez que, excepcionalmente, el juez permitió que la quiebra fuera con continuidad sin que en ningún momento hubiera paralización de los trabajos.
En junio de 1994, después de firmarse el convenio de acreedores, el juez dictó finalmente el auto de levantamiento de la quiebra y se puso en marcha el plan de viabilidad que, a través de una operación acordeón, con reducción inmediata del capital y posterior ampliación del mismo, tenía por objeto reflotar de nuevo la empresa.
Hasta la década de los '80 su Consejo de Administración estuvo controlado por las familias Ussía, Villalonga y Botín, y, por tanto, estrechamente relacionado con los Bancos Santander y Central.
La necesidad de capitalizar la compañía llevó a que, después de invertir 2.500 millones de pesetas, el empresario minero leonés D. Victorino Alonso García se hiciera con el control.
Aunque hubo otros grupos empresariales Grupo Viloria, Carbonar, Alsa interesados en comprar la sociedad intereses políticos primaron la opción elegida.

## Impacto social
El municipio de Villablino hacia 1910 tenía apenas 3.000 habitantes, pero en torno a 1930 se aproximaba a los 7.000 y en 1960 contaba con un censo de casi 15.000; una trayectoria que contrasta claramente con la de la población leonesa.
El declive de la MSP (recorte de plantilla del 60%) coincide con su crisis demográfica. Al comenzar el siglo XX, Villablino tenía el 90% de su población activa en tareas agro-ganaderas, pero hacia 1960 tenía casi un 70% de sus trabajadores empleados en la minería, porcentaje que se mantiene en la actualidad. Ponferrada entre 1910 y 1960 vio multiplicarse por cinco su población, si bien hubo otros factores que influyeron en esta circunstancia.

### Procesos judiciales: minería a cielo abierto enLaciana
La normativa obliga a evaluar el impacto de cualquier proyecto de minería a cielo abierto en las especies protegidas antes de iniciar las obras. Bruselas ya envió una carta de emplazamiento a España en febrero de 2008 por incumplimiento de este requisito, a iniciativa del eurodiputado verde español David Hammerstein. En febrero de 2009, el Tribunal Superior de Justicia de Castilla y León condena a la Consejería de Medio Ambiente de la JcyL a clausurar todas las actividades mineras de la Minero Siderúrgica de Ponferrada (MSP) en El Freixolín. Finalmente, la Comisión Europea denunció a España al TUE en junio de 2009.